# Palaststil

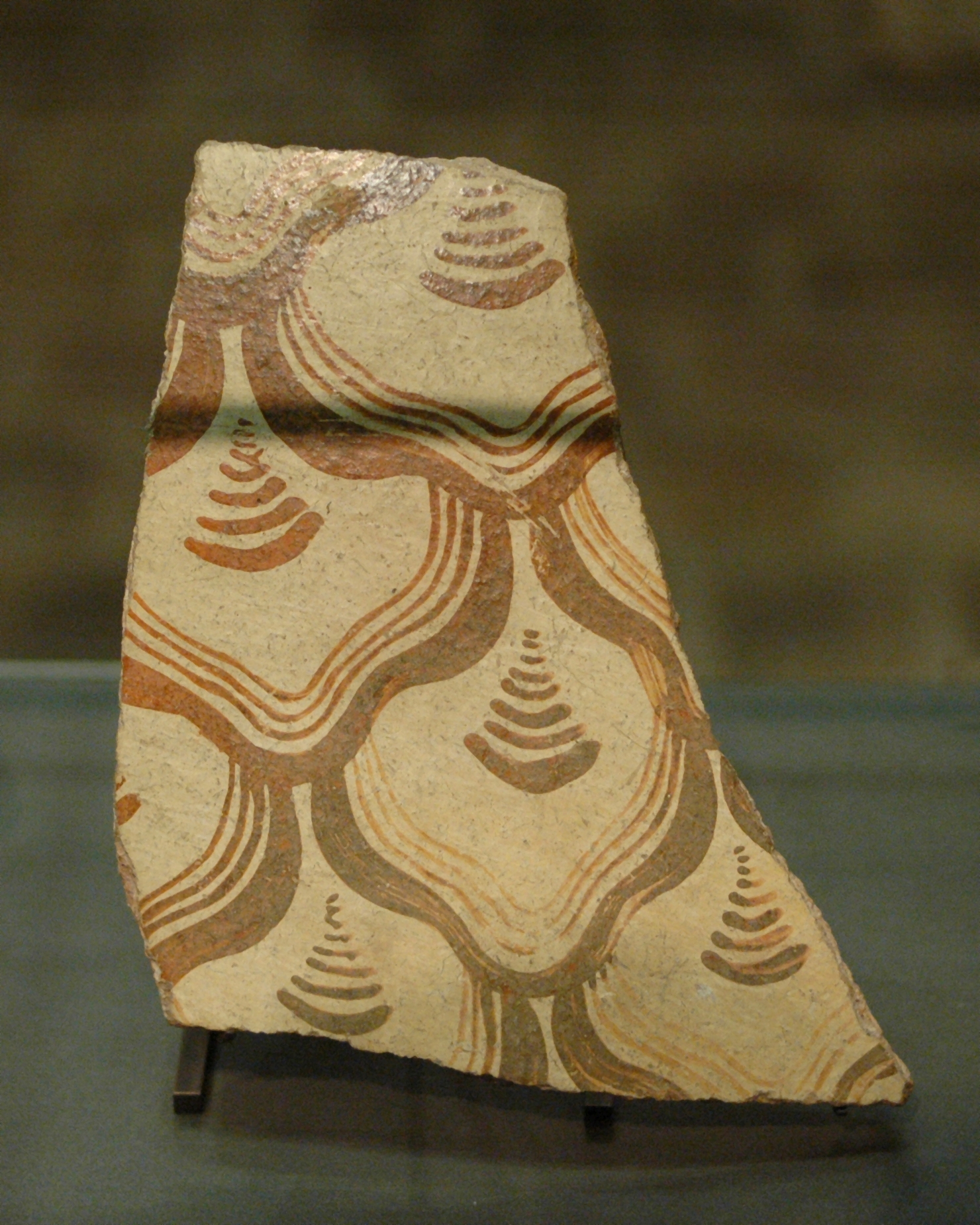
Fragment eines Pithos (großes Vorratsgefäß) mit abstrakter, floraler Dekoration (Wellenmuster mit Papyrus). Terrakotta, Palaststil, Spätminoisch II (ca. 1450–1400 v. Chr.). Aus Knossos.

Als Palaststil bezeichnet man einen kretominoischen Keramikstil aus der Zeit um 1450 v. Chr. bis 1350 v. Chr. Dieser Zeitraum entspricht der Spätminoischen Zeit (SM) II – III A1. Der Name Palaststil ist eine Übersetzung der englischen Bezeichnung Palace Style für diesen Keramikstil. Diese Bezeichnung wurde von Sir Arthur John Evans gewählt, da es sich meist um große Vorratsgefäße in besonderer Qualität handelt, die hauptsächlich im Umfeld des Palastes von Knossos gefunden wurden.

## Beschreibung
Während in der vorangegangenen Zeit SM I naturalistische Abbildungen auf die Keramik gemalt wurden, wurden die Darstellungen zu SM II immer abstrakter. Der Stil zeichnet sich durch geometrische Strenge und dem Hang zu Symmetrien aus. Im Gegensatz zu den anderen minoischen Keramikstilen war der Palaststil fast ausschließlich auf Knossos beschränkt. Vereinzelte Stücke fand man auf Psira und in Kommos. In Malia, Phaistos und Kato Zakros wurde nichts dergleichen gefunden.
Die abgebildeten Motive entsprechen der vorherigen Zeit. Jedoch erfreut sich die Papyruspflanze nun ganz besonderer Beliebtheit – auch in Verbindung mit einem Wellenmuster. Des Weiteren findet man oft Kraken. Weitere Bildelemente sind der sogenannte Triglyphen-Rosettenfries, 8-förmige Schilde und Helme. Bei den Gefäßen erscheinen neue Formen: der Ephyräische Becher, der Krater, der Alabastron in gedrungener Form und Schalen mit horizontalen Griffen.

## Interpretation
Der Palaststil wird als Zeichen für die Anwesenheit von mykenischen Eroberern in Knossos gewertet. So erscheinen mykenische Formen wie der Ephyräische Becher. Parallel dazu finden sich jetzt in Knossos auch Schachtgräber und die Grabbeigaben entsprechen dem mykenischen Brauch.